# بیوردل
بیوردل (به انگلیسی: Beaverdell) یک منطقهٔ مسکونی در کانادا است که در کواتنی بوندری در بریتیش کلمبیا واقع شده‌است. بیوردل ۸۳۸ متر بالاتر از سطح دریا واقع شده‌است.